# Калита Алла Андріївна
А́лла  Андріївна Калитá (7 жовтня 1945, Гайсин) — український мовознавець, фонетист, доктор філологічних наук, професор.

## Біографія
Калитá Алла Андріївна народилася 7 жовтня 1945 року в м. Гайсин Вінницької області. У 1968 році закінчила факультет англійської мови Київського державного педагогічного інституту іноземних мов (нині Київський національний лінгвістичний університет). У 1968–1971 роках за направленням Міністерства освіти України викладала англійську мову в Горлівському педагогічному інституті іноземних мов. У 1971–2007 роках — викладач, старший викладач, доцент кафедри, завідувач кафедри фонетики англійської мови Київського державного педагогічного інституту іноземних мов. У 2007–2008 роках — професор кафедри, з 2008 року — завідувач кафедри теорії, практики та перекладу англійської мови факультету лінгвістики Національного технічного університету України «Київський політехнічний інститут».
У 1984 році захистила кандидатську дисертацію, у 2003 році — докторську. У 2004 році отримала наукове звання професора.
Проходила стажування у Великій Британії, Канаді, Польщі, Чехії, Словаччині, Німеччині; читала лекції у Великій Британії (Лондонський університет), на Кубі (Гаванський Інститут іноземних мов).

## Наукова діяльність
Основні напрями наукових досліджень: загальне мовознавство, фонетика, фоностилістика, когнітивна фонетика, синергетика мовлення, психолінгвістика, прагмалінгвістика, семантика та емотіологія.
А. А. Калита є автором енергетичної теорії мовлення; теоретичного принципу збереження емоційно-прагматичного потенціалу висловлення; концепції стохастичної енергетично-інформаційної взаємодії сфер свідомості, підсвідомого й позасвідомого у процесі породження усного мовлення, також співавтором (разом з Л. І. Тараненко) обґрунтування кількісного критерію рівнів емоційно-прагматичного потенціалу висловлення.
Є автором понад 120 праць експериментального, теоретичного та методологічного рівнів. Серед них дві монографії: «Фонетичні засоби актуалізації смислу англійського емоційного висловлювання» (2001) та «Актуалізація емоційно-прагматичного потенціалу висловлення» (2007), 9 посібників і двох словників.
Підготувала 7 кандидатів та одного доктора наук.
У 1999—2011 роках була членом спеціалізованої ученої ради Київського національного лінгвістичного університету (1999—2011), з 2010 року є членом спеціалізованої вченої ради Національного педагогічного університету імені М. П. Драгоманова.

## Наукові праці
1. Фонетичні засоби актуалізації смислу англійського емоційного висловлювання: Монографія. — К.: Видавничий центр КДЛУ, 2001. — 351 с.
2. Актуалізація емоційно-прагматичного потенціалу висловлення: Монографія. — Тернопіль: Підручники і посібники, 2007. — 320 c.
3. Методология и методика педагогического исследования. Постановка цели и задач исследования: Учеб. пособие. — К.: Киевский государственный педагогический университет им. А. М. Горького; НИИ педагогики УССР, 1988. — 99 с. (у співавторстві з Клименюком О. В., Бережною Е. П.).
4. A Concise Dictionary of Phonetic Terms / Словник фонетичних термінів (короткий) (англ. мовою). — Тернопіль: Підручники і посібники, 2010. — 255 с. (у співавторстві з Тараненко Л. І.).
5. Англо-український словник залізничних термінів. — К.: ДЕТУТ, 2008—231 с. (у співавторстві з Науменко Л. О., Тараненко Л. І., Марченко В. В.).

### Статті
1. Функционально-энергетический подход: механизм актуализации эмоционально-прагматического потенциала высказывания // Вісник Харківського національного університету ім. В. Н. Каразіна. — 2004. — № 635. — С. 70-74 (у співавторстві з Клименюком О. В.).
2. Синергетическая концепция порождения интерферированной речи билингвом // Языки и этнокультуры Европы: Всероссийская научно-практическая конференция с международным участием, посвященная юбилею доктора филологических наук, профессора Натальи Николаевны Ореховой / Глазов. гос. пед. ин-т. — Глазов, 2010. — С. 205—217 (у співавторстві з Валігурою О. Р.).
3. Синергетизм порождения и актуализации фоноконцепта // Наукові записки. — Вип. 96 (2). Серія: Філологічні науки (мовознавство): У 2 ч. — Кіровоград: РВВ КДПУ ім. В.Винниченка, 2011. — С. 213—219 (у співавторстві з Тараненко Л. І.).
4. Функціонально-рівневий підхід до аналізу взаємодії системи фонетичних засобів та прагматики у створенні смислу висловлювання // Науковий вісник кафедри ЮНЕСКО Київського національного лінгвістичного університету. Серія: Філологія. Педагогіка. Психологія. — Вип. 7: Мова, освіта, культура: наукові парадигми і сучасний світ. — К.: Видавничий центр КНЛУ. — 2003. — С. 7-13.
5. Генезис жанрів художніх текстів // Studia Methodologica. Вип. 23. — Тернопіль: Редакційно-видавничий відділ ТНПУ ім. В. Гнатюка, 2008. — С. 77-80 (у співавторстві з Тараненко Л. І.).
6. Метод комплексної енергетичної оцінки процесу просодичного оформлення мовлення // Наукові записки. — Вип. 81 (1). Серія: Філологічні науки (мовознавство): У 4 ч. — Кіровоград: РВВ КДПУ ім. В.Винниченка, 2009. — С. 359—365 (у співавторстві з Тараненко Л. І.).
7. Критерий уровня актуализации эмоционально-прагматического потенциала высказывания // Наукові записки. — Вип. 105 (1). Серія: Філологічні науки (мовознавство): У 2 ч. — Кіровоград: РВВ КДПУ ім. В.Винниченка, 2012. — С. 476—484 (у співавторстві з Тараненко Л. І.).
8. Експериментально-фонетичні дослідження: підходи, напрями, аспекти // Науковий вісник кафедри ЮНЕСКО Київського державного лінгвістичного університету. Серія: Філологія. Педагогіка. Психологія. — К.: КДЛУ, 2000. — Вип. 1: Мова, освіта, культура: наукові парадигми і сучасний світ. — С. 13-20.
9. The Problem of Creating the English Pronunciation Culture phonofund // IATEFL-Ukraine News-letter, No.4. — K.: IATEFL-Ukraine, 1996. — Р. 10-11.